# Bennavara, Bangarapet
Bennavara là một làng thuộc tehsil Bangarapet, huyện Kolar, bang Karnataka, Ấn Độ.